# Marçac (Dordonya)
Marsac d'Eila (en francès Marsac-sur-l'Isle) és un municipi francès situat al departament de la Dordonya i a la regió de la Nova Aquitània.

## Demografia
| 1962                                       | 1968  | 1975  | 1982  | 1990  | 1999  | 2007  |
| ------------------------------------------ | ----- | ----- | ----- | ----- | ----- | ----- |
| 5.816                                      | 7.421 | 8.169 | 8.250 | 8.403 | 8.114 | 8.360 |
| Des de 1962: població sense dobles comptes |       |       |       |       |       |       |

## Administració
| Període   | Identitat         | Partit        |
| --------- | ----------------- | ------------- |
| 1981-1992 | René Bouton       |               |
| 1992-2000 | Henry Bongrain    |               |
| 2000-2001 | Jean-Pierre Suder |               |
| 2001-     | Jean-Marie Rigaud | Divers gauche |